# Heather Vandeven

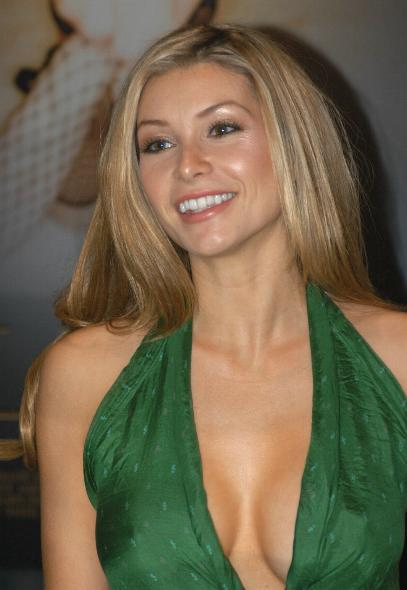
Heather Vandeven auf der Adult Entertainment Expo 2007

Heather Vandeven (* 6. September 1981 in Hollywood, Kalifornien) ist eine US-amerikanische Schauspielerin, Model und Pornodarstellerin.

## Karriere
Nachdem Vandeven im Alter von 17 Jahren die Highschool in Santa Rosa, Kalifornien bestanden hatte, ging sie für zweieinhalb Jahre zur United States Army, wo sie in der Essensinspektion arbeitete.
In der Zeitschrift Penthouse erschien sie als „Pet of the Month“ Januar 2006 und „Pet of the Year“ 2007.
Insbesondere in pornografischen Filmen tritt sie auch unter den Pseudonymen Heather Vuur und Heather Vandenbosch auf. In diesen bei Ninn Worx veröffentlichten Filmen führte meist Michael Ninn Regie. Ihr Mitwirken in Pornofilmen beschränkt sich rein auf Darstellungen von Masturbation oder lesbischem Sex. In Hardcore-Szenen mit männlichen Partnern hat sie nicht mitgespielt. Auch auf den Internetseiten von Twistys und MacandBumble tritt sie in Erscheinung. 
Heather Vandeven spielte in den Fernsehserien Lingerie und Life on Top sowie der Komödie Army Guy mit. Sie war zudem in der Howard Stern Show in der Folge Justine & Heather Ride the Sybian zu sehen.

## Filmografie (Auswahl)
- 2006: Sacred Sin
- 2006: Fem L’Amour
- 2007: A Capella
- 2007: Ninnwars 2
- 2007: Meet Heather
- 2010: Bikini Jones and the Temple of Eros
- 2010: Housewives from Another World
- 2011: Busty Coeds vs. Lusty Cheerleaders
- 2013: Pleasure Spa

## Auszeichnungen
- Penthouse Pet of the Month Januar 2006
- Penthouse Pet of the Year 2007